# Kanton Marseille-4
Der Kanton Marseille-4 ist ein französischer Wahlkreis im Département Bouches-du-Rhône in der Region Provence-Alpes-Côte d’Azur. Er hat 57.427 Einwohner (Stand: 2022) und umfasst einen Teilbereich der Gemeinde Marseille. Bei der landesweiten Neuordnung der französischen Kantone wurde er 2015 neu geschaffen.

## Gemeinden
Der Kanton besteht aus einem Teil der Stadt Marseille mit insgesamt 57.427 Einwohnern (Stand: 2022):

## Politik
| Vertreter im Departementrat | Vertreter im Departementrat    | Vertreter im Departementrat |
| Amtszeit                    | Namen                          | Partei                      |
| --------------------------- | ------------------------------ | --------------------------- |
| 2015–                       | Rébia Benarioua Anne Di Marino | PS                          |